# Иоселиани, Давид Георгиевич
Давид Георгиевич Иоселиани (род. 3 июня 1943, Тбилиси) — советский и российский учёный, кардиолог, доктор медицинских наук; профессор, заслуженный деятель науки РФ (2002), академик Российской академии наук, заведующий кафедрой интервенционной кардиоангиологии первого Московского государственного медицинского университета им. И. М. Сеченова. В 1996—2018 годах — директор Государственного бюджетного учреждения здравоохранения «Научно-практический центр интервенционной кардиоангиологии» Департамента здравоохранения Москвы (в дальнейшем вошел в состав Сеченовского университета).

## Биография
Родился 3 июня 1943 года в городе Тбилиси в семье потомственных врачей. Отец — Георгий Давидович Иоселиани (1917—2005), известный хирург и ученый, профессор, член-корреспондент Российской Академии медицинских наук, член-корреспондент Грузинской Академии наук, член многих международных обществ, почетный директор Института клинической и экспериментальной хирурги и Минздрава Грузинской ССР. Мать — Тамара Ивановна Кониашвили (1921—1989), врач-микробиолог.
Медицинская династия Иоселиани имеет глубокие корни. Дед по линии отца — Иоселиани Давид Георгиевич (1884—1967), известный советский хирург, один из основоположников грузинской хирургической школы, из которой вышли хирурги с мировым именем: В. И. Бураковский, Ю. С. Петросян, М. А. Сресели, Г. Д. Иоселиани, Э. Н. Ванцян.
Дед по линии матери — Кониашвили Иван Григорьевич (1889—1937), профессор, известный терапевт, основоположник грузинской курортологии и физиотерапии. Репрессирован. Его именем назван грузинский научно-исследовательский Институт курортологии и физиотерапии.
Супруга — Хведелиани Гуранда Яковлевна врач-гинеколог, Дочь — Иоселиани Нина Давидовна, дипломат, искусствовед, Сын — Иоселиани Владимир Давидович, экономист-международник, Внучка — Кэти.

### Образование и карьера
- 1960—1966: лечебный факультет Тбилисского государственного медицинского института
- 1964—1966: студент лечебного факультета Ленинградского медицинского института имени И. П. Павлова

Последипломное образование и трудовая деятельность:
- Аспирант лаборатории иммуноморфологии Института эпидемиологии и микробиологии им. акад. Н. Ф. Гамалеи АМН СССР(1966—1969)
- Старший лаборант отделения реабилитации инфаркта миокарда НИИ терапии минздрава ГССР, Тбилиси.(1970 по 1971)
- Врач отделения кардиологии Института сердечно-сосудистой хирургии им. А. Н. Бакулева АМН СССР с 1971 по 1972
- Младший научный сотрудник отделения кардиологии Института сердечно-сосудистой хирургии им. А. Н. Бакулева АМН СССР (1972—1977)
- Старший научный сотрудник отделения хирургического лечения ишемической болезни сердца Института сердечно-сосудистой хирургии им. А. Н. Бакулева АМН СССР(1977—1982)
- Руководитель (им же созданного) отделения интенсивной терапии острых расстройств коронарного кровообращения и их осложнений (с 1992 года название отделения изменилось -неотложной и интервенционной кардиологии) Института сердечно-сосудистой хирургии им. А. Н. Бакулева АМН СССР(1982-по 1996 г)
- Директор (им же созданного) Московского городского Центра интервенционной кардиоангиологии (1996 — по наст. время)
- Директор «научно-практический центр интервенционной кардиоангиологии» ФГАОУ ВО Первый московский государственный медицинский университет им. И. М. Сеченова министерства здравоохранения РФ
- Заведующий (им же созданной) кафедрой рентгенэндоваскулярных методов диагностики и лечения ФУВ Российского национального медицинского университета им. Н. И. Пирогова минздравсоцразвития РФ (2011 — 2017гг) (по совместительству)
- Заведующий кафедрой интервенционной кардиоангиологии института профессионального образования ФГАОУ ВО Первый московский государственный медицинский университет им. И. М. Сеченова министерства здравоохранения РФ

С 2019 года Президент «Научно-практического центра» интервенционной кардиоангиологии ФГАОУ ВО Московский государственный медицинский университет им. И. Н. Сеченова.
- Под его руководством выполнено 12 докторских и 54 кандидатских диссертаций
- Владение языками: русский, грузинский, английский, немецкий

### Научная и общественная деятельность
- Почётный директор «Научно-практический центр интервенционной кардиоангиологии» ФГАОУ ВО Первый московский государственный медицинский университет им. И. М. Сеченова министерства здравоохранения РФ
- Заведующий кафедрой интервенционной Кардиоангиологии института Профессионального образования ФГАОУ ВО Первый московский государственный медицинский университет им. И. М. Сеченова министерства здравоохранения РФ
- Член Бюро отделения физиологии и фундаментальной медицины РАН
- Заместитель председателя научного совета отделения физиологических наук РАН по фундаментальной медицине и председатель проблемной комиссии по сердечно — сосудистой патологии этого же совета
- Член Президиума Ученого Совета ФГАОУ ВО Первый московский Государственный медицинский университет им. И. М. Сеченова министерства здравоохранения РФ
- Эксперт отделения физиологических наук РАН
- Главный редактор двуязычного журнала «Международный журнал интервенционной кардиоангиологии» (русский, английский)
- Председатель Московского общества кардиоангиологов
- Лауреат государственной премии СССР в области науки и техники
- Лауреат премии Правительства Российской федерации в области науки и техники
- Лауреат Премии Правительства города Москвы (трижды)
- Лауреат Премии им. В. И. Бураковского
- Действительный член Американского Колледжа Кардиологов
- Действительный член Европейского общества кардиологов (Fellow)
- Член Европейской Ассоциации чрескожных катетерных интервенций (EAPCI) и член комитета международных связей и национальных обществ этой же ассоциации
- Первый заместитель Председателя Правления Российского общества интервенционных кардиоангиологов (он же основатель этого общества и первый Председатель Правления с 1998 года по 2003г)
- Иностранный член Академии наук Грузии
- Почётный член (академик) Российской Академии Художеств
- Действительный член (академик) Российской Академии Космонавтики им. К. Э. Циолковского

Участие в научных обществах:
- Член Американского колледжа кардиологов (Избран первым из российских кардиологов)
- Член (Fellow) Европейского общества кардиологов
- Член Нью-Йоркской академии наук
- Иностранный член-корреспондент Кубинского кардиологического общества
- Зам. Председателя Российского научного общества интервенционных кардиоангиологов(1999—2005)
- Председатель московского научного общества кардиоангиологов
- Член международного Фонда по международному медицинскому обмену (США)
- Член Экспертного Совета по кардиологии Ученого Совета Минздрава России
- Член Совета благотворительного фонда «Центр помощи беспризорным детям» Торгово-промышленной палаты РФ
- Главный редактор «Международного журнала интервенционной кардиоангиологии»
- Член Редакционного Совета (Editorial Board) Journal of Interventional Cardiology, USA.
- Член Редакционного Совета (Editorial Board) CVIA JOURNAL Cardiovascular Innovations and applications, USA
- Член Редакционного Совета (Editorial Board) Journal of Invasive and Non-Invasive Cardiology http://www.alliedacademies.org/journal-invasive-non-invasive-cardiology/
- Член Редакционного Совета журнала «Structural Heart: The Journal of the Heart Team», США
- Член редакционной коллегии журнала «Кардиология и сердечно-сосудистая хирургия»
- Член Редакционного Совета Журнала «Диагностическая и интервенционная радиология»
- Член редакционной коллегии журнала «CardioСоматика»
- Член Редакционного Совета «Вестник Дагестанской государственной медицинской академии»
- Член Редакционного Совета журнала «Кардиология»
- Член редакционного Совета журнала «Функциональная диагностика»
- Член Редакционной коллегии «Закон и право»
- Член Редакционной коллегии «Государственная служба и кадры»
- Член Редакционной коллегии «Образование Наука Научные кадры»
- Член Редакционной коллегии «Защити меня»
- Член редакционного Совета журнала «Вестник Дагестанской государственной медицинской академии»

В разное время был:
- Главным (внештатным) кардиологом Департамента здравоохранения города Москвы (с 2000 по 2011 годы)
- Главным (внештатным) специалистом по рентгенэндоваскулярным методам диагностики и лечения (с 2011 по 2014)
- Председателем Российского научного общества интервенционных кардиоангиологов (им же основанного) — 2000 по 2004 гг.
- Членом Совета молодых ученых ЦК ВЛКСМ
- Председателем комиссии по здравоохранению этого же Совета (1982 −1986)
- Членом Правительственной комиссии по охране здоровья населения при Правительстве РФ (1998—1999)
- Помощником Вице-Спикера Государственной Думы Российской Федерации (2012—2016)
- Национальным директором проекта 00014629 Программ Развития ООН (UNDP) «По повышению информированности населения о методах профилактики и лечения заболеваний как средство улучшения здоровья населения» (1998—2007 гг)
- Членом Общественного Совета города Москвы (2008—2013)
- Председателем Российского научного общества интервенционных кардиоангиологов (им же основанного) — 2000 по 2004 гг.
- Членом Совета молодых ученых ЦК ВЛКСМ

Соавтор патентов:
- № 2 267 323 — соавтор изобретения «Способ лечения острого инфаркта миокарда» (в соавт. с: Колединский Антон Геннадьевич)
- № 2 299 730 — соавтор изобретения «Способ лечения острого инфаркта миокарда» (в соавт. с: Колединский Антон Геннадьевич)
- № 2 343 921 — соавтор изобретения «Способ лечения острого инфаркта миокарда» (в соавт. с: Колединский Антон Геннадьевич, Полумисков Владимир Юрьевич)
- № 2 398 507 — соавтор изобретения «Способ прогнозирования степени риска развития рестенозов в коронарном стенте» (в соавт. с: Кузнецова Ирина Эрнстовна)
- № 2 581 320 — соавтор изобретения « Способ хирургического доступа к подвздошным артериям при выполнении транскатетерной имплантации аортального клапана» (в соавт. с: Ковалева Елена Евгеньевна, Исаева Ирина Владимировна, Арабаджян Игорь Саркисович, Сухоруков Олег Евгеньевич)

## Почётные звания и награды
- Орден «За заслуги перед Отечеством» III (20 июля 2023) — за заслуги в научно-педагогической деятельности, подготовке квалифицированных специалистов и многолетнюю добросовестную работу
- Медаль «За боевое содружество» (21 мая 2018)
- Медаль «За отличие» (9 февраля 2017)
- Юбилейный знак «95 лет Академии Федеральной службы безопасности Российской Федерации» (14 сентября 2016)
- Юбилейный знак «95 ИНО-ПГУ-СВР» (20 декабря 2015)
- Памятная медаль межгосударственного авиационного комитета (июнь 2015)
- Нагрудный знак «За содействие МВД» (16 сентября 2013)
- Нагрудный знак МИД России «За вклад в международное сотрудничество» (9 ноября 2012)
- Нагрудный знак «За заслуги» (5 сентября 2012)
- Лауреат премии Правительства Москвы (2011)
- Медаль «90 лет ИНО-ПГУ-СВР» (1 декабря 2010)
- Лауреат Премии Правительства Российской Федерации в области науки и техники (17 марта 2010)
- Медаль «За содружество во имя спасения» (19 февраля 2010)
- Орден «За заслуги перед Отечеством» IV степени (2009)
- Медаль «За взаимодействие» (3 июня 2008)
- Лауреат премии Правительства Москвы (2008)
- Юбилейная медаль «70 лет Главному управлению МЧС России по Москве» (14 сентября 2007)
- Медаль «Лауреат ВВЦ» (12 марта 2007 )
- Лауреат премии Правительства Москвы (2003)
- Орден чести (Грузия, 2003)
- Заслуженный деятель науки РФ (2002)
- Медаль «За отличие» (9 февраля 2001)
- Юбилейный знак «80 лет ИНО-ПГУ-СВР» (20 декабря 2000)
- Юбилейный знак «75 лет ИНО-ПГУ-СВР» (20 декабря 1995)
- Лауреат государственной премии СССР (1988)
- Нагрудный знак «Отличнику здравоохранения»
- Медаль имени лётчика-космонавта СССР Ю. А. Гагарина
- Медаль «40 лет полету в космос Г. С. Титова»
- Медаль «В память 850-летию Москвы»
- Медаль имени В. И. Бураковского
- Нагрудный знак СВР "НТР-85”
- Медаль «95 лет Ленинскому комсомолу» от ЦК КПРФ